# Kazuhiro Nakata
Kazuhiro Nakata (jap. 中多 和宏 Nakata Kazuhiro; właściwie Kazuhiro Tanaka (jap. 中田 和宏 Tanaka Kazuhiro) ur. 19 marca 1958) – japoński seiyū związany z firmą Ken Production. Znany jest m.in. z udzielania głosu w takich anime jak Król szamanów, .hack//Sign czy Tsubasa Reservoir Chronicle.

## Role
- 1993: Kidō Senshi Victory Gundam – Duker Iq
- 1994: Kidō Butōden G Gundam – Chapman
- 1995: Kombinezon bojowy Gundam Wing – Rashid Kurama
- 1996: Kidō Shinseiki Gundam X – Nomoa Long
- 1997: Pokémon –
  - Vincent,
  - Yaohei
- 1998: Cowboy Bebop – Morgan
- 2001: Król szamanów – Kalim
- 2002: .hack//SIGN – Bear
- 2002: Naruto – Shiin
- 2004: Bleach –
  - Jiroubō Ikkanzaka,
  - Kagine-sensei
- 2005: Tsubasa Reservoir Chronicle – Fei Wong Reed
- 2006: Fate/stay night – Sōichirō Kuzuki
- 2007: Baccano! – senator Manfred Beriam